# Kráľ
Kráľ, ungarisch Sajószentkirály (bis 1964 slowakisch „Svätý Kráľ“; ungarisch bis 1907 Szentkirály) ist eine Gemeinde in der Süd-Mitte der Slowakei mit 932 Einwohnern (Stand 31. Dezember 2024), die im Okres Rimavská Sobota, einem Kreis des Banskobystrický kraj liegt und zur Landschaft Gemer gezählt wird.

## Geographie
Die Gemeinde befindet sich am südöstlichen Ende des Talkessels Juhoslovenská kotlina, Untereinheit Rimavská kotlina am Fluss Slaná. Das Ortszentrum liegt auf einer Höhe von 169 m n.m. und ist 14 Kilometer von Tornaľa, 17 Kilometer von Ózd (HU) sowie 32 Kilometer von Rimavská Sobota entfernt.

## Geschichte
Der Ort wurde zum ersten Mal 1282 als Sanctus Rex schriftlich erwähnt, als sie zum Geschlecht Szentkirályi gehörte. Im 16. Jahrhundert war das Geschlecht Rákóczi der Herrscher, danach waren es verschiedene Edelmänner. Während der Türkenkriege wurde das Dorf verwüstet, 1680 ist es sogar als menschenleer erwähnt. Erst im 18. Jahrhundert kehrten die Einwohner zurück.
1828 sind 43 Häuser und 295 Einwohner verzeichnet, die überwiegend in Landwirtschaft beschäftigt waren.
Bis 1918/1919 gehörte der im Komitat Gemer und Kleinhont liegende Ort zum Königreich Ungarn und kam danach zur Tschechoslowakei bzw. heute Slowakei. 1938–45 lag er auf Grund des Ersten Wiener Schiedsspruchs noch einmal in Ungarn.
Von 1975 bis 1990 waren Nachbarorte Abovce und Riečka Teil der Gemeinde Kráľ.

## Bevölkerung
| Jahr                | 1994 | 2004    | 2014    | 2024    |
| ------------------- | ---- | ------- | ------- | ------- |
| Anzahl der Personen | 909  | 925     | 968     | 932     |
| Unterschied         |      | +1,76 % | +4,64 % | −3,71 % |

| Jahr                | 2023 | 2024    |
| ------------------- | ---- | ------- |
| Anzahl der Personen | 934  | 932     |
| Unterschied         |      | −0,21 % |

Ergebnisse nach der Volkszählung 2001 (932 Einwohner):
| Nach Ethnie: - 69,64 % Magyaren - 21,35 % Slowaken - 8,58 % Roma - 0,21 % Tschechen | Nach Konfession: - 68,35 % römisch-katholisch - 14,81 % evangelisch - 3,86 % konfessionslos - 0,21 % keine Angabe |

## Sehenswürdigkeiten
- Landschloss im barock-klassizistischen Stil aus dem Jahr 1767